# Benthanoides
Benthanoides är ett släkte av kräftdjur. Benthanoides ingår i familjen Philosciidae.
Kladogram enligt Catalogue of Life:
| Benthanoides | \| \| Benthanoides pauper \| \| \| \| \| \| Benthanoides peruensis \| \| \| \| \| \| Benthanoides villosus \| \| \| \| |
|              | \| \| Benthanoides pauper \| \| \| \| \| \| Benthanoides peruensis \| \| \| \| \| \| Benthanoides villosus \| \| \| \| |
|              | Benthanoides pauper |
|              | |
|              | Benthanoides peruensis                                                                                                 |
|              | |
|              | Benthanoides villosus                                                                                                  |
|              | |